# PlatinumGames
PlatinumGames – japońskie przedsiębiorstwo zajmujące się produkcją gier komputerowych. Główna siedziba firmy znajduje się w Osace. 

## Historia
W lutym 2006 roku Tatsuya Minami, wcześniej pracujący w Capcomie, założył firmę Odd. W sierpniu tego samego roku Shinji Mikami, Atsushi Inaba i Hideki Kamiya, związani z Clover Studio (oddział Capcomu) założyli firmę Seeds. W październiku 2007 roku nastąpiła fuzja tych przedsiębiorstw i powstało PlatinumGames. Szefem firmy został Minami, a Mikami, Inaba i Kamiya objęli stanowiska dyrektorów i producentów. Po roku firma rozpoczęła współpracę z wydawcą gier, firmą Sega. Później firma zaczęła współpracować także z innymi firmami: Activision Blizzard, Nintendo, Konami, Square-Enix i Cygames.

## Gry

### Wyprodukowane gry
Źródło: oficjalna strona PlatinumGames
- MadWorld (2009)
- Infinite Space (2009)
- Bayonetta (2009)
- Vanquish (2010)
- Anarchy Reigns (2012)
- Metal Gear Rising: Revengeance (2013)
- Wonderful 101 (2013)
- The Legend of Korra (2014)
- Bayonetta 2 (2014)
- Transformers: Devastation (2015)
- Star Fox Zero (2016)
- Star Fox Guard (2016)
- Teenage Mutant Ninja Turtles: Mutants in Manhattan  (2016)
- Nier: Automata (2017)
- Astral Chain (2019
- Bayonetta 3 (2022)
- Granblue Fantasy Project Re:Link (2024)

### Gry w produkcji
- Lost Order
- Babylon's Fall

### Anulowane gry
- Scalebound[3]